# 桝本セツ
桝本 セツ（ますもと せつ、1912年2月 - 没年不明）は、日本のロシア語翻訳家、政治運動家。岡邦雄の愛人として知られる。名前は節子とも。

## 人物・来歴
長崎県生まれ。父は造船技師の桝本卯平、母は長崎の料亭で働いており、3歳のときに死別。日本女子大学附属女学校卒、東京女子高等師範学校中退。朝鮮京城で2年間ロシア語を学び帰国。唯物論研究会に入り、1936年に妻のある岡邦雄と恋におち、アパートに同棲。
1938年、岡とともに治安維持法違反で検挙される。1942年に男児、1944年に女児を生む。1946年、岡と日本共産党に入党。1957年に離党。1971年岡が死去する。

## 著書
- 『技術史』（三笠書房） 1938
- 『科学ロシア語入門』（ナウカ） 1961
- 『科学ロシヤ語の読み方』（大学書林） 1962
- 『入門ロシア語 理工学者のために』（ナウカ） 1964

### 共編著
- 『サイバネティックスとはなにか コミュニケーションとオートメーションの科学』（蒲生秀也共編著、春秋社） 1956

## 翻訳
- 『近代技術史』（ヴェ・ダニレフスキイ、岡邦雄共訳、三笠書房） 1937、のち岩崎学術出版社 1968
- 『北極 大氷原のナゾはどう解かれたか』（訳編、春秋社） 1956
- 「技術のあけぼの」（A・A・ズヴォルィキン,S・V・シュハルジン、平凡社、世界教養全集32） 1963
- 『神経サイバネ序説 脳のはたらきかたの究明』（エス・エヌ・ブライネス,ア・ヴェ・ナパルコフ,ヴェ・ベ・スヴェチンスキー、田辺振太郎共訳、世界書院、現代ソヴェト条件反射選書） 1966
- 『分子と生命 分子生物物理学への招待』（M・B・ボリケンシュテイン、柳下登共訳、共立出版） 1973